# ユホ・クスティ・パーシキヴィ
ユホ・クスティ・パーシキヴィ（フィンランド語: Juho Kusti Paasikivi、1870年11月27日 - 1956年12月14日）は、フィンランドの第7代大統領。1918年と1944年から1946年に首相も務めた。50年以上にわたってフィンランドの経済と政治に影響を及ぼし、特に第二次世界大戦後のフィンランドの外交政策ではソビエト連邦との関係を改善し、その友好関係を維持する方針は「パーシキヴィ路線」と言われる路線の基礎ともなった。
何度もフィンランドの紙幣の背景になっている。フィンランドの三大大統領の一人であり、マルッカ建ての紙幣には今でも載っている。

## 生涯

### 若年時代
1870年、ユーハン・グスタフ・ヘルステン（Johan Gustaf Hellstén）は当時のハメ州のコスキにて、商人であったアーガスト・ヘルステンとカロリーナ・ウィルヘルミナ・セリンの息子として生まれた。ユーハンが名前をユホ・クスティ・パーシキヴィ（Juho Kusti Paasikivi）というフィンランド語風に変えたのは1885年のことである。
彼は14歳で孤児となり、叔母に預けられた。若い頃の彼は熱狂的な体操の競技者だった。ハメーンリンナで基本的学習を受けた後に、読書に打ち込んだ。1890年にヘルシンキ大学に入学すると、学士の学位を得て2年後に卒業した。1897年には法学者となった。この年には彼は結婚しており、4人の子供をもうけた。1901年になるとパーシキヴィは法学博士となり、1902年から1903年の間にはヘルシンキ大学の助教授になった。

### 政治家パーシキヴィ
ヘルシンキ大学の助教授の座を去ってフィンランド大公国の大蔵省の長官になり、1914年までその職を勤めた。この後、彼は人生の多くをフィンランドの政治のために働いた。彼はロシアで行われていた、ロシア帝国内でのロシア語統一というロシアの汎スラブ政策に抵抗し、フィンランド内閣の自治と独立を支援した。彼はロシア帝国のフィンランド大公国で働いていたが、ロシアの反生産的で過激で潜在的な攻撃性に気づき、この歩みに対立してフェノマン党やフィンランド党の招聘を承諾した。1907年から1909年、1910年から1913年に彼はフィンランド党員として国会（エドゥスクンタ）議員を務め、1908年から1909年にかけては内閣（Senate）にも入閣して財政部門の長官になった。

### 独立・内戦
第一次世界大戦の間、パーシキヴィはフェノマン党の従順な路線に不審を抱きはじめる。1914年に大蔵省の職やその他の公職を辞して、公の身分から身を引いた。彼はカンサッリス・オサケ・パンッキ（国立株式銀行：KOP）の長官になり、1934年までこの職を続けた。また、1915年から1918年にはヘルシンキ市議会の議員も務めた。
ロシア帝国が2月革命を終えた1917年、パーシキヴィはフィンランド大公国の近代化の立法を行うための委員会に指名された。最初に彼はロシア帝国内での自治権の拡大を支援した。連立内閣でのパーシキヴィは社会主義革命に反抗し、大きすぎる自治目標のためにおこるであろう無駄な争いは避けようとしていた。しかしボルシェビキの10月革命が起こるとパーシキヴィはフィンランドを立憲君主制の完全独立国として独立させることの擁護者になった。
フィンランド内戦の最中、パーシキヴィは断固として白軍側につき、1918年の5月から11月には首相としてフリードリヒ・ヘッセンを王とする立憲君主制国家の設立に努力した。フィンランドは王を擁立することによってドイツ帝国の支援を得てボルシェヴィキのロシアに抵抗する政策見積もりを立てていた。しかしドイツは大戦に敗れ、フィンランド王国建国の方針は廃棄され、三国協商に目くじらを立てられないように共和国を設置する方針になった。パーシキヴィは再び職を辞して、KOPに戻った。
パーシキヴィは保守主義であり、内閣の社会民主主義者や議会の共産主義者に強く反対していた。彼は曖昧にファシスト主義的なラプア運動を支援しており、この運動を過度に評価し、左翼に反対していた。しかし、結局ラプア運動がさらに急進化し、リベラルな大統領であったカールロ・ユホ・ストールベリを誘拐する事件が発生すると、急進的右翼とは距離を置くようになった。1934年に彼は保守派の国民連合党（カンサッリネンココームス、Kansallinen Kokoomus）の党首に就任し、民主主義の擁護者として、ラプア運動のマントサラ氾濫でのクーデターの失敗によって失墜した保守主義全体への懐疑と疑いを払拭し、国民連合党の信頼回復を達成した。

### 駐ストックホルム大使
1931年にパーシキヴィは妻を失い、1934年に再婚した。このとき彼は政治をあきらめていたが、説得させられスウェーデン大使を受けることになった。このときにはスウェーデン大使はフィンランドで最も重要視されていた。この頃ドイツは権威主義に変わり、ポーランドとエストニアはソビエトに脅され、ますます孤立していた。国際連盟の緩やかな崩壊の後に、イギリス、フランスはますます無関心主義に変わり果て、フィンランドを支援することの出来る政府はスウェーデンのみになっていた。ラプア運動の後に、パーシキヴィとマンネルハイムは保守的な党に入り、どうしたらスウェーデンの支援を得られるか議論した。
ストックホルムでパーシキヴィはスウェーデンの防衛保障を手に入れるために努力した。パーシヴィキはフィンランドとスウェーデンの防衛連邦化か防衛同盟の二者択一を迫った。フィンランド内戦からの間フィンランドとスウェーデンの関係は冷え込んでおり、スウェーデンは第一次世界大戦後に議院内閣制の導入、民主主義、によって革命的な混乱に襲われており、社会民主主義者に有利な情勢になっていた。しかしながらフィンランドは悲惨な内戦の結果、社会主義は崩壊していた。パーシキヴィがストックホルムを訪れたその時に、フィンランドでペール・スヴィンフヴューが、パーシキヴィの参加している保守党からの圧力を受けて議院内閣制に嫌悪を持ち、社会民主党員を内閣に指名しなかったことがスウェーデンに知られるようになった。この噂は1918年のフィンランドの立憲君主主義、1932年のラプア暴動などでパーシキヴィや彼が関心を持つ組織に疑いを持っていたスウェーデン与党の社会民主党に対して悪評となった。
パーシキヴィの努力、キュオスティ・カッリオの大統領当選によって事態が確実に改善した。カッリオ大統領は議院内閣制を認め、社会民主主義者を内閣に指名した。しかしそれでもフィンランドとスウェーデン間の疑いは強かった。冬戦争の間はスウェーデンはフィンランドへの協力を考慮した、とは言え、それは遅く、か細く、圧倒的に不足していた。スウェーデンはまた、ソ連に宣戦せず、正規兵も送らなかった。これはフィンランドにとってもパーシキヴィにとっても、ストックホルムでの仕事が失敗したことを明確に表している。

### 駐モスクワ大使
冬戦争の前夜、パーシキヴィはフィンランド代表としてモスクワへ交渉しに向かった。パーシキヴィはソ連側の幾つかの要求は呑むと提案したが、スターリンの考え方を変えることは叶わなかった。戦争が勃発するとパーシキヴィはリスト・リュティ内閣に政治アドバイザーの無任所大臣として入閣した。最期には内閣をリスト・リュティ、ヴァイノ・タンネルとともに指揮する三頭政治にまで発展した。また、休戦と平和の為にモスクワで交渉を続けた。モスクワでは、やむをえずヘルシンキでの極秘決定と離れ、ドイツの援助でソ連に報復する動きに反対し、職を辞した。
1940年3月12日、パーシキヴィは首相のリュティとともにモスクワで行われた和平協定（モスクワ講和条約）の調印に出席冬戦争を形の上ではあるが終結させた。

### 首相・大統領時代

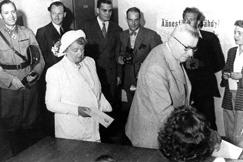
パーシキヴィとその妻（1948年）

1941年夏、継続戦争が勃発すると、彼は自ら回顧録を書き始める。1943年にドイツがソ連軍に敗退を始めるとフィンランドは危険な状態に陥った。しかし彼のドイツへの批判姿勢は1940年～41年にはよく知られておらず、彼が最初に先導した平和への交渉はマンネルハイムとリスト・リュティから余り良い評価を受けなかった。
戦争が終わるや否やマンネルハイムはパーシキヴィを首相に任命した。この内閣にはフィンランドが共産圏に入った後の最初のことでありウルヨ・レイノも入閣した。パーシキヴィは現実主義になっており、25年前当時の考え方とは思想が異なっていた。彼の主な仕事はフィンランドがソ連に脅威を及ぼさないことを説明した上で、両国が必ず平和的な関係を築けると立証することであった。彼は戦争犯罪の裁判を含むソ連の多くの要求に応じた。マンネルハイムは職を辞し、議員内閣はパーシキヴィを大統領に任命した。このときパーシキヴィは75であった。
大統領としてのパーシキヴィの功績はフィンランドの外交関係が最も目立つ。安全で安定的な平和、広範囲で活動の自由に挑戦した。パーシキヴィは「すべての美辞麗句や本音は別として、悪い運命を避けるためにはフィンランドは超大国の政治に順応し、ソ連との条約に調印しなければならない」と結論付けた。フィンランドはソ連と友好協力相互援助条約を結び、その代わりにフィンランドは安定を得た。これが「パーシキヴィ路線」なるものであり後のフィンランドに大きな影響を与え、この路線は長く守られ定着していった。これがフィンランド化としても有名になった。
パーシキヴィは1950年の再選挙でも大統領の座に着いた、選挙人団票300票のうち、171票を獲得して当選した。彼の二期目の重要事項は国内政治の中央集権化であり彼の第一期大統領の期間とは大きく異なっている。スターリンが死んでから彼の仕事の負担は減った。昔も運動家であり体操選手であったパーシキヴィはスポーツを愛し、楽しんだ。彼の任期中には1952年ヘルシンキオリンピックが開催され、開会宣言を行った。
パーシキヴィ第二期の6年の終わりに、フィンランドは敗戦で生じた政治問題の最も緊急的な課題は片付いた。カレリア引き上げ難民の問題解決、戦後賠償、ヘルシンキにあるポルッカラ海軍基地駐屯兵への配給も1955年には終えた。
1956年に第二期が終わると再度選挙には出馬しなかった。パーシキヴィはウルホ・ケッコネンに大統領の座を譲り、1956年3月1日にその任期を終えた。パーシキヴィとケッコネンは二人で35年間に渡り大統領を務めた。
この年の12月、長年書いていた回顧録を書き終える前に死去した。85歳だった。